# Filialkirche Seltenheim

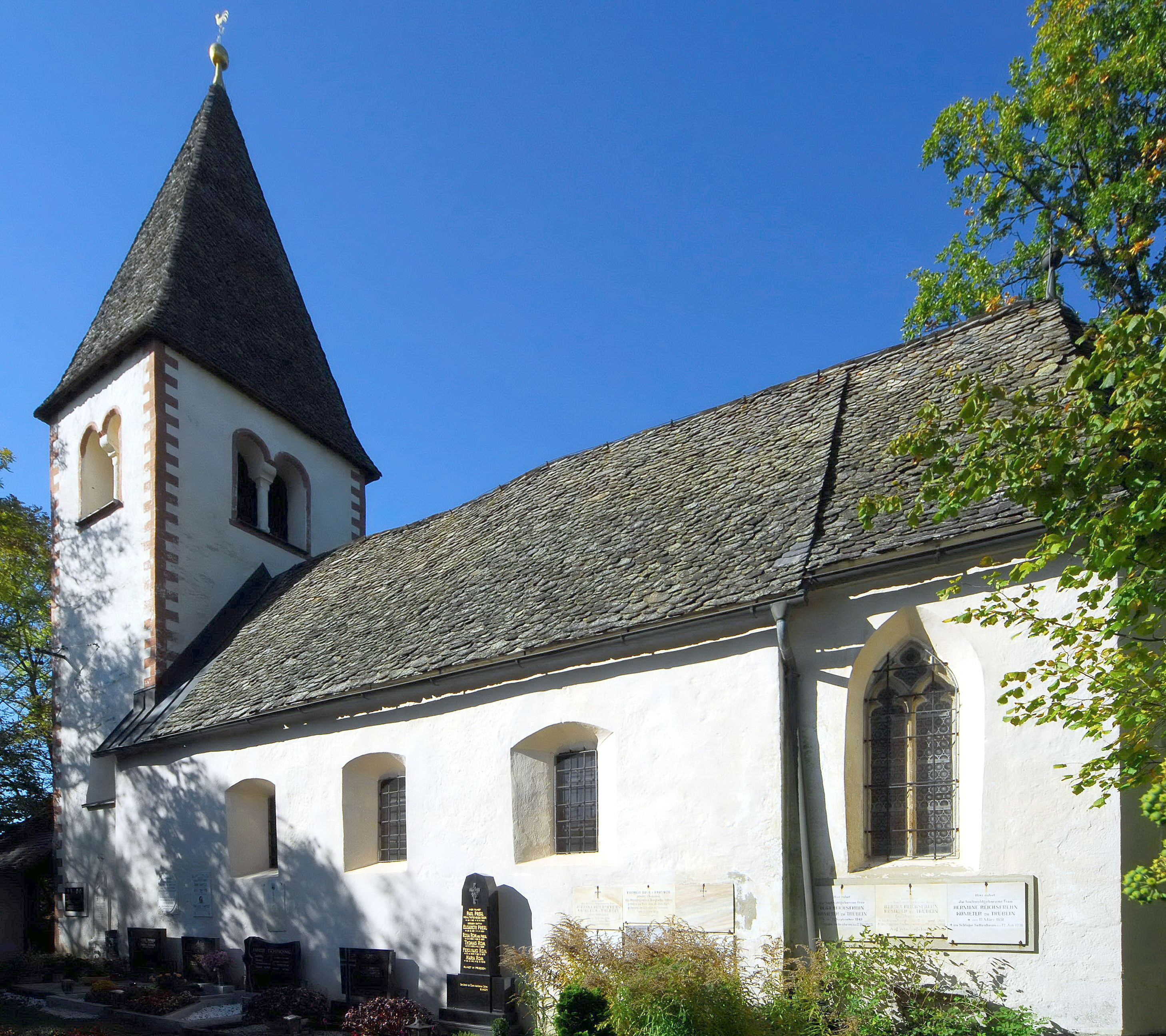
Katholische Filialkirche hl. Andreas in Seltenheim bei Wölfnitz

Die Filialkirche Seltenheim steht in der Rotte Seltenheim im 14. Stadtbezirk Wölfnitz in der Stadtgemeinde Klagenfurt am Wörthersee in Kärnten. Die auf den Apostel Andreas geweihte römisch-katholische Filialkirche gehört zum Dekanat Klagenfurt-Stadt in der Diözese Gurk-Klagenfurt. Die Kirche und der Friedhof stehen unter Denkmalschutz (Listeneintrag).

## Geschichte
Reste einer bei Seltenheim angenommenen mittelalterlichen Burg, urkundlich 1193 und 1222 genannt, bilden im Kern die heutige Filialkirche Seltenheim. 1996 erfolgte eine Reparatur des Steinplattldaches; 1999/2000 erfolgte eine Restaurierung.

## Architektur
Der im Kern romanische kleine gotische Kirchenbau steht von einem Friedhof umgeben isoliert auf einem Hügel.
Der gotische Westturm mit gekuppelten rundbogigen Schallfenstern und Schießscharten trägt einen Pyramidenhelm. Westlich vom Turm steht eine offene Vorhalle. An der Langhausnordwand steht ein niedriger Sakristeianbau. Turm und Langhaus haben eine Steinplattleindeckung. Der gotische Chor mit einem Fünfachtelschluss hat Kleeblatt- und Maßwerkfenster. Das profilierte gotische Spitzbogenportal hat eine Tür mit gotischem Beschlag.
Die Südseite der Kirche zeigt ein Fragment eines Christophorus-Freskos. In der nördlichen Chorwand ist ein kleiner Stein mit einem frühromanischen Kreuz vermauert.
Das Kircheninnere zeigt sich als vierjochiges Langhaus, die zwei westlichen Joche verjüngt mit gratigen Kreuzgewölben, die zwei östlichen breiteren Joche mit Kreuzrippengewölben auf Konsolen und Runddiensten. Der schräg gestellte eingezogene Fronbogen verbindet das Langhaus mit dem aus der Achse gerückten kreuzrippengewölbten Chor mit einem Schlussstein mit Pelikanrelief. In der nördlichen Chorschräge befindet sich eine Steinkonsole mit einem Wappen mit zwei Sicheln, links davon ist eine kleine gotische Sakramentsnische mit einem Rosettengitter. Unter der Tünche befinden sich zwei Freskenschichten.
Die hölzerne Sängerempore zeigt an der Brüstung gemaltes Maßwerkzier.
1998/1999 aufgedeckte Freskenfunde zeigen an der Chornordwand einen Schmerzensmann mit Leidenswerkzeugen über der Sakramentsnische, an der nördlichen Triumphbogenwand die hl. Barbara mit Stifter aus dem zweiten Viertel des 15. Jahrhunderts, an der nördlichen Langhauswand in einem Wandbild in Seccotechnik drei stehende Heilige (Barbara, Dorothea und Margaretha) in Bogenarchitektur mit Krabben und Zackenband, es gibt eine Vorzeichnung einer unter Kleeblattarchitektur thronenden weiblichen Gestalt aus der zweiten Hälfte des 14. Jahrhunderts.

## Ausstattung
Die Filialkirche hat eine bemerkenswerte gotische Mensa mit Bemalung mit Apostelgestalten in Nischen. Der Hochaltar um 1680 trägt spätere barocke Figuren von Andreas, Georg und Florian. Die beiden Seitenaltäre mit üppigem Ornamentschnitzdekor um 1720 sind über dem Triumphbogen verbunden, sie tragen volkstümliche Schnitzwerke, links Maria Immaculata und Andreas, rechts Oswald und Georg. In der nördlichen Chornische steht die Figur hl. Oswald aus dem 17. Jahrhundert. Vor der Sängerchorbrüstung steht eine kleine frühbarocke Figur David.

## Grabsteine
An der Kirche
- An der Nordseite der Oberteil einer römerzeitlichen Grabstele mit Adler und Schlange im Giebel sowie Meergreifen in den Ecken.
- An der Nordseite des Chorschlusses das Bruchstück einer ornamentierten Kassettendecke von einem Grabbau
- An der Nordseite Wappengrabplatte des Andrä Paradeiser 1517.
- Rechts neben dem profilierten gotischen Spitzbogenportal Grabstein der Elspet Hanssen-Raidhaubt 1480.

In der Kirche
- Vor der südlichen Triumphbogenlaibung Epitaph mit Relief „Auferstehung“ und Doppelwappen der Catharina Putz 1605.
- An der Südwand Wappengrabplatte der Familie Kometter zu Trübein als Herren von Seltenheim.